# Cyathea microdonta
Cyathea microdonta là một loài thực vật có mạch trong họ Cyatheaceae. Loài này được (Desv.) Domin mô tả khoa học đầu tiên năm 1929.